# 131 Mieszana Dywizja Lotnicza
131 Mieszana Dywizja Lotnicza – związek taktyczny Armii Radzieckiej przejęty przez  Siły Zbrojne Federacji Rosyjskiej.
W końcowym okresie istnienia Związku Socjalistycznych Republik Radzieckich dywizja stacjonowała na terenie Czechosłowacji i wchodziła w skład Centralnej Grupy Wojsk.

## Struktura organizacyjna
Skład w 1990:
| Nazwa jednostki                                 | Garnizon   |
| ----------------------------------------------- | ---------- |
| dowództwo i sztab                               | Milovice   |
| 114 pułk lotnictwa myśliwskiego                 | Milovice   |
| 236 pułk lotnictwa myśliwsko-bombowego          | Gradczany. |
| Jednostki podporządkowania centralnego:         |            |
| 100 Sewastopolski pułk lotnictwa rozpoznawczego | Zwoleń     |
| eskadra lotnictwa mieszanego.                   |            |